# Val Fuentes
Pour les articles homonymes, voir Fuentes.
Val Fuentes (né le 25 novembre 1947, à Chicago dans l'Illinois) est un batteur de rock. Il est connu pour sa participation au groupe de folk rock psychédélique It's a Beautiful Day. Il a également participé aux groupes Fat Chance, New Riders of the Purple Sage, Shadowfax, Lina Valentino, Linda Imperial, The Pure Pleasure Band et The Moments. 
Il a commencé sa carrière musicale dans les clubs de  blues de Chicago, ville où il a grandi. 
Actuellement, il vit en  Californie et joue en concert avec le David Laflamme Band et dans d'autres groupes locaux comme Deadly Zins.